# 西条西警察署
西条西警察署（さいじょうにしけいさつしょ）は、愛媛県警察が管轄する警察署の一つである。

## 所在地
- 愛媛県西条市周布349-1

## 管轄区域
- 西条市の一部

## 沿革
- 1954年（昭和29年）7月1日 - 警察法施行により愛媛県警察が発足。国家地方警察愛媛県周桑地区警察署から愛媛県壬生川警察署となる。
- 1973年（昭和48年）4月1日 - 愛媛県東予警察署に改称。
- 2005年（平成17年）4月1日 - 愛媛県西条西警察署に改称。
- 2016年（平成28年）12月 - 西条市周布に移転。

## 内部組織
- 警務課 - 警務係、被害者支援係、警察相談係、留置係
- 会計課 - 会計係
- 生活安全課 - 生活安全係、申請許可係、少年係、警察相談係
- 地域課 - 地域係、通信指令係、地域指導係、自動車警ら係
- 刑事課 - 指導係、捜査係、鑑識係
- 交通課 - 指導係、交通係、交通機動係
- 警備課 - 警備係

## 交番
（ ）の中は所在地
- 駅前交番（西条市三津屋南12番25）

## 駐在所
（ ）の中は所在地
- 吉井駐在所（西条市石田100番地3）
- 新町駐在所（西条市新町278番地1）
- 三芳駐在所（西条市三芳337番地16）
- 河原津駐在所（西条市河原津甲459番地1）
- 小松駐在所（西条市小松町新屋敷甲525番地3）
- 大頭駐在所（西条市小松町大頭甲91番地2）
- 丹原駐在所（西条市丹原町今井246番地2）
- 田野駐在所（西条市丹原町北田野1567番地4）
- 中川駐在所（西条市丹原町石経53番地1）

## 警察官連絡所
- 周布警察官連絡所（西条市周布）
- 旦之上警察官連絡所（西条市旦之上）

## 検問所
（ ）の中は所在地
- 小松検問所（西条市小松町新屋敷）